# Akavak
 (octobre 2012).
Si vous disposez d'ouvrages ou d'articles de référence ou si vous connaissez des sites web de qualité traitant du thème abordé ici, merci de compléter l'article en donnant les références utiles à sa vérifiabilité et en les liant à la section « Notes et références ».
Akavak (Akavak: An Eskimo Journey) est un livre écrit par le canadien James Archibald Houston et paru en 1968. Très jeune, l'auteur est attiré par le mode de vie des esquimaux de l'Île de Baffin. Comme son grand-père et son père, il décide d'aller vivre parmi eux. Pendant plus de douze ans, il partage leur vie et leur travail, il recueille des récits et légendes esquimaux. Il a vécu aussi avec eux des aventures extraordinaires. L'une d'entre elles, comme Akavak, a bien failli se terminer tragiquement.
Actuellement, James Houston vit avec sa femme dans une vieille ferme non loin de New York. Il aime se promener dans les bois, écrire des livres et surtout dessiner.  Il illustre lui-même toutes ses œuvres.
En 16 ans il a écrit 14 livres publiés à New York, et traduits en une douzaine de langues. Akavak est son premier ouvrage traduit en français. Les sujets de ses livres reposent toujours sur des faits réels.
Dans Akavak, il narre l'histoire d'un jeune Inuit, Akavak, chargé d'accompagner son grand-père vieillissant auprès de son frère. Les obstacles sont nombreux, les surprises mauvaises, les accidents peuvent être fatals. Houston nous promène parmi les glaces, les savoirs ancestraux, et le passage universel de l'enfance à l'âge adulte.

## Référence
- James Archibald Houston, Akavak, Ed. Flammarion, collection Castor Poche,  (ISBN 978-2-08-164343-7)